# Westwell Leacon
Westwell Leacon – osada w Anglii, w hrabstwie Kent, w dystrykcie Ashford. Leży 22 km na południowy wschód od miasta Maidstone i 74 km na południowy wschód od centrum Londynu.